# James Thomas Elliott

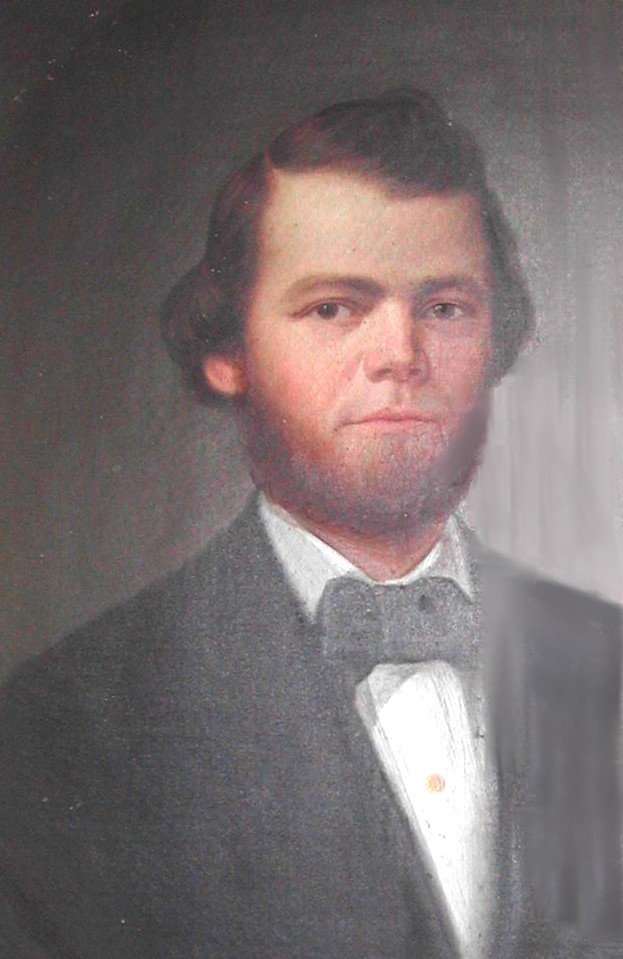
James Thomas Elliott

James Thomas Elliott (ur. 22 kwietnia 1823 w Columbus, Georgia, zm. 28 lipca 1875 w Camden, Arkansas) – amerykański polityk, członek Izby Reprezentantów z ramienia Partii Demokratycznej.
Po studiach prawniczych został w 1854 przyjęty do palestry i praktykował w Camden (Arkansas). Przez jakiś czas był prezydentem firmy kolejowej Mississippi, Ouachita & Red River Railroad. Pełnił też funkcje sędziowskie, od października 1865 do września 1866 był sędzią szóstego okręgu sądowego w Arkansas. W 1867 założył i wydawał pismo South Arkansas Journal. Od 13 stycznia 1869 zasiadał w Izbie Reprezentantów, wybrany w miejsce zamordowanego przez członka Ku Klux Klanu Jamesa Hindsa. Mandat sprawował niespełna dwa miesiące, do końca kadencji (3 marca 1869). Bez powodzenia ubiegał się o reelekcję. W 1870 wybrany został w skład senatu stanowego Arkansas. Od 1872 ponownie był sędzią, tym razem w dziewiątym okręgu sądowym Arkansas, i obowiązki te wykonywał do przyjęcia stanowej konstytucji w 1874.